# Eduard von Beschi
Eduard Josef Freiherr von Beschi (13. března 1848 Uherský Ostroh – 26. dubna 1916 Vídeň) byl rakousko-uherský polní zbrojmistr italsko-maďarského původu a velel pevnostnímu dělostřelectvu c. k. armády.

## Životopis
Po absolvování dělostřelecké akademie v Mährisch-Weißkirchen byl přidělen 1. září 1869 v hodnosti Leutnant ke 4. pevnostnímu dělostřeleckému batalionu. Po krátké době byl převelen k slezskému pluku polního dělostřelectva č. 9 ve Vídni. Při pobytu ve Vídni navštěvoval Beschi k.u.k. Technische Militärakademie (C. a k. technickou vojenskou akademii). Po ukončení studia byl  29. října 1873 povýšen do hodnosti Oberleutnant (nadporučík) u 10. batalionu pevnostního dělostřelectva. Další povýšení do hodnosti Hauptman (kapitán) první třídy se uskutečnilo 1. listopadu 1877.
Při službě ve Vídni se Beschi zabýval výrobou nového střeleckého materiálu pro polní dělostřelectvo (později zavedeno jako Model 75). V hodnosti kapitána (Hauptman) se zabýval vývojem, konstrukcí a dodávkami obléhacího dělostřelectva (Model 1880) a velkých děl pobřežního dělostřelectva. Dne 25. října 1885 byl povýšen do hodnoti majora a byl jmenován vedením dělostřelectva a převzal 3. oddělení první části správy technické komise.

### Karierní postup
- 1. listopadu 1890 Oberstleutnant (podplukovník)
- 1. května 1893 Oberst (plukovník) – stal se velitelem pevnostního dělostřeleckého pluku č. 6 v Komárně
- 11. března 1897 se stal velitelem pevnostního dělostřeleckého pluku č. 4 v Pule
- 10. října 1898 byl jmenovám ředitelem pevnostního dělostřelectva v Pule
- 1. května 1899 povýšen do hodnosti Generálmajor[3]
- 4. května 1904 byl majitel pluku polního dělostřelectva č. 2 povýšen do hodnosti Feldmarschalleutnant a stal se inspektorem pevnostního dělostřelectva a velitelem veškerého pevnostního dělostřelectva v armádě Rakousko-Uherska.[4]